# Staronizhestebliyevskaya
Staronizhestebliyevskaya (del ruso: Старонижестеблиевская) es una stanitsa del raión de Krasnoarméiskaya, en el sur de Rusia. Está situada en el delta del Kubán, a orillas de su distributario Anguélinski, 17 km al este de Poltávskaya y 58 al noroeste de Krasnodar, la capital del krai. Tenía 10 260 habitantes en 2010.
Es cabeza del municipio Staronizhestebliyevskoye, al que pertenecen asimismo Krupskói, Vostochni, Otrubnye y Pervomaiski. El municipio en su conjunto cubría una superficie de 262.82 km².

## Historia
Fue fundada en 1794 como uno de los primeros asentamientos de los cosacos del Mar Negro en el Kubán. Su nombre deriva de uno de los asentamientos (kuren) del Sich. Hasta 1920 pertenecía al otdel de Temriuk del óblast de Kubán. Entre 1934 y 1953 fue centro del raión de Ivánovskaya.

## Demografía
| 2002   | 2010   |
| ------ | ------ |
| 10 344 | 10 260 |

### Composición étnica
De los 10 344 habitantes que tenía en 2002, el 94.8 % era de etnia rusa, el 1.8 % era de etnia ucraniana, el 1.6 % era de etnia armenia, el 0.3 % era de etnia bielorrusa, el 0.3 % era de etnia tártara, el 0.2 % era de etnia gitana, el 0.2 % era de etnia azerí, el 0.1 % era de etnia alemana, el 0.1 % era de etnia adigué y el 0.1 % era de etnia griega

## Economía y transporte
El sector más importante es el agrícola. Cabe destacar el silo elevador de grano.
Cuenta con una estación Angelinskaya en la línea de ferrocarril entre Timashovsk y Krymsk.

## Servicios sociales
En el municipio operan cuatro escuelas, dos jardines de infancia, un hospital, una policlínica, dos Casas de Cultura, 3 bibliotecas y una escuela de música.

## Personalidades
- Vasili Grabin (1900-1980), diseñador de artillería soviético.